# Uambori
Uambori, jedna od tri manje skupine istočnobrazilskih Purí Indijanaca.